# پاچپلدا
پاچپلدا (به لاتین: Pachepelda) یک منطقهٔ مسکونی در روسیه است که در استان آرخانگلسک واقع شده‌است.